# Boss (cráter)
Boss es un cráter de impacto que se encuentra en el extremo noreste de la cara visible de la Luna. Debido a su ubicación, el cráter se puede ver desde la Tierra, aunque su visibilidad está sujeta a los efectos de la libración.
Esta formación no se ha erosionado significativamente por impactos, y se conserva un borde exterior bien definido que no está cubierto por cráteres más pequeños. La pared interior es amplia y tiene una superficie aterrazada. El piso interior tiene un bajo pico central que está desplazado ligeramente hacia el norte desde el punto medio.

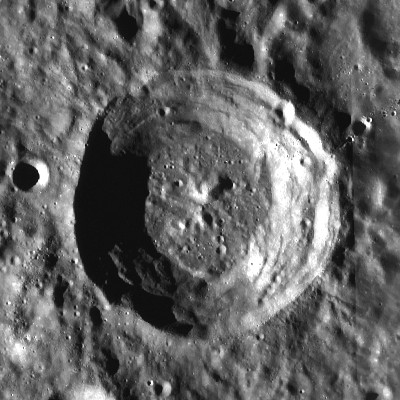
Fotografía de la misión LRO

Los cráteres más cercanos son Vashakidze hacia el sureste en la cara oculta de la Luna, y el cráter Riemann, muy erosionado, hacia el sur. Además, al suroeste se halla el destacado cráter Gauss, y al norte-noroeste aparece el Mare Humboldtianum.
El cráter se llama así por el astrónomo Lewis Boss.

## Cráteres satélite
Por convención estos elementos son identificados en los mapas lunares poniendo la letra en el lado del punto medio del cráter que está más cerca de Boss.
|      | \| Boss \| Coordenadas \| Diámetro \| \| ---- \| ---------------------------- \| -------- \| \| A \| 52°18′N 80°18′E / 52.3, 80.3 \| 27 km \| \| B \| 52°00′N 77°06′E / 52.0, 77.1 \| 12 km \| \| C \| 52°12′N 76°24′E / 52.2, 76.4 \| 21 km \| \| D \| 44°54′N 87°24′E / 44.9, 87.4 \| 15 km \| \| F \| 54°30′N 86°48′E / 54.5, 86.8 \| 36 km \| \| K \| 49°36′N 80°42′E / 49.6, 80.7 \| 19 km \| \| L \| 50°54′N 82°18′E / 50.9, 82.3 \| 40 km \| \| M \| 52°00′N 83°48′E / 52.0, 83.8 \| 13 km \| \| N \| 52°12′N 85°12′E / 52.2, 85.2 \| 16 km \| |          |
| Boss | Coordenadas | Diámetro |
| A    | 52°18′N 80°18′E / 52.3, 80.3 | 27 km    |
| B    | 52°00′N 77°06′E / 52.0, 77.1 | 12 km    |
| C    | 52°12′N 76°24′E / 52.2, 76.4 | 21 km    |
| D    | 44°54′N 87°24′E / 44.9, 87.4 | 15 km    |
| F    | 54°30′N 86°48′E / 54.5, 86.8 | 36 km    |
| K    | 49°36′N 80°42′E / 49.6, 80.7 | 19 km    |
| L    | 50°54′N 82°18′E / 50.9, 82.3 | 40 km    |
| M    | 52°00′N 83°48′E / 52.0, 83.8 | 13 km    |
| N    | 52°12′N 85°12′E / 52.2, 85.2 | 16 km    |